# Notorious (serial telewizyjny)
Notorious – amerykański serial telewizyjny (dramat prawniczy, kryminał) wyprodukowany przez  Osprey Productions, Firm Management, ABC Studios oraz Sony Pictures Television. Twórcami serialu są Josh Berman oraz Allie Hagan. Serial jest emitowany od 22 września 2016 roku przez ABC.
25 października 2016 roku, stacja ogłosiła zmniejszenie odcinków pierwszego sezonu z 13 do 10.

## Fabuła
Głównymi postaciami serialu są piękna producentka telewizyjna Julia George i sławny prawnik karny Jake Gregorian. Serial skupia się na ich relacjach zawodowych i prywatnych. 

## Obsada
- Piper Perabo jako Julia George[3]
- Daniel Sunjata jako Jake Gregorian[4]
- Sepideh Moafi jako Megan Byrd[5]
- Kate Jennings Grant jako Louise Herrick[6]
- Ryan Guzman jako Ryan Mills
- Kevin Zegers jako Oscar Keaton[7]
- J. August Richards jako Bradley Gregorian[6]
- Aimee Teegarden jako Ella Benjamin[8]

## Odcinki
| Sezon | Sezon | Odcinki | Oryginalna emisja | Oryginalna emisja | Oryginalna emisja | Oryginalna emisja | Oryginalna emisja |
| Sezon | Sezon | Odcinki | Premiera sezonu   | Finał sezonu      | Premiera sezonu   | Finał sezonu      |                   |
| ----- | ----- | ------- | ----------------- | ----------------- | ----------------- | ----------------- | ----------------- |
|       | 1     | 10      | 22 września 2016  | 8 grudnia 2016    | —                 | —                 |                   |

### Sezon 1 (2016)
| Nr | #  | Tytuł                       | Reżyseria      | Scenariusz                  | Premiera ABC         | Premiera    |
| -- | -- | --------------------------- | -------------- | --------------------------- | -------------------- | ----------- |
| 1  | 1  | Pilot                       | Michael Engler | Josh Berman, Allie Hagan    | 22 września 2016     | brak danych |
| 2  | 2  | The Perp Walk               | Michael Engler | Josh Berman                 | 29 września 2016     | brak danych |
| 3  | 3  | Friends and Other Strangers | Mike Listo     | Jennifer Cecil              | 6 października 2016  | brak danych |
| 4  | 4  | Tell Me a Secret            | Michael Engler | Terrence Coli               | 13 października 2016 | brak danych |
| 5  | 5  | Missing                     | Larry Shaw     | Ben Koppel, Kevin Rodriguez | 20 października 2016 | brak danych |
| 6  | 6  | Kept and Broken             | Anton Cropper  | Tom Mularz                  | 27 października 2016 | brak danych |
| 7  | 7  | Chase                       | Chad Lowe      | Sharon Lee Watson           | 3 listopada 2016     | brak danych |
| 8  | 8  | The Burn Book               | Kevin Sullivan | Zachary Reiter              | 10 listopada 2016    | brak danych |
| 9  | 9  | Choice                      | Miller Tobin   | Tyler Bensinger             | 17 listopada 2016    | brak danych |
| 10 | 10 | Taken                       | James Whitmore | Allie Hagan                 | 8 grudnia 2016       | brak danych |

## Produkcja
- 3 października 2015 roku, stacja ABC zamówiła pilotowy odcinek serialu Notorious[19]
- 12 lutego 2016 roku, ogłoszono, że główną rolę zagra Daniel Sunjata[4].
- 29 lutego 2016 roku, Aimee Teegarden, Kate Jennings Grant i J. August Richards dołączyli do serialu[6][8]
- 2 marca 2016 roku, ogłoszono, że główną rolę kobiecą zagra Piper Perabo[3].
- 7 kwietnia 2016 roku, ogłoszono, że Sepideh Moafi wcieli się w rolę Megan Byrd[5].
- 9 maja 2016 roku, Kevin Zegers dołączył do obsady głównej Notorious[7].
- 13 maja 2016 roku, stacja ABC zamówiła pierwszy sezon serialu na sezon telewizyjny 2016/17[20][21].